# Serie A 1969-1970
La Serie A 1969-1970 è stata la 68ª edizione della massima serie del campionato italiano di calcio (la 38ª a girone unico), disputata tra il 14 settembre 1969 e il 26 aprile 1970 e conclusa con la vittoria del Cagliari, al suo primo titolo.
Capocannoniere del torneo è stato, per la terza volta in quattro anni, Gigi Riva (Cagliari) con 21 reti.

## Stagione

### Calciomercato
A movimentare particolarmente il mercato furono gli scambi tra il Cagliari e l'Inter; ai sardi, che acquistarono anche il fresco campione d'Italia Mancin dalla Fiorentina, andarono il difensore Poli, il centrocampista Domenghini e il centravanti Gori, mentre i milanesi, affidati a Heriberto Herrera, incassarono 250 milioni e la firma di Boninsegna.
La Juventus rispose acquistando lo stopper Morini e la mezzala Vieri dalla Sampdoria, ai quali si aggiunse nella sessione autunnale il promettente jolly Cuccureddu dal Brescia. La Roma esaudì le richieste di Helenio Herrera ingaggiando il centravanti Cappellini; infine il Torino investì molto per assicurarsi il giovane fantasista Sala.

### Avvenimenti

#### Girone di andata
Il campionato iniziò il 14 settembre 1969; partirono bene i campioni uscenti della Fiorentina, sorpassati alla quinta giornata dal Cagliari dopo la sconfitta interna del 12 ottobre contro gli stessi rossoblù. La squadra sarda iniziò la sua fuga, ottenendo subito buoni risultati grazie a un collettivo votato alla difesa, che approfittava in attacco dell'estro del veloce Riva. Un mese dopo, il vantaggio su Fiorentina e Inter era di +4.

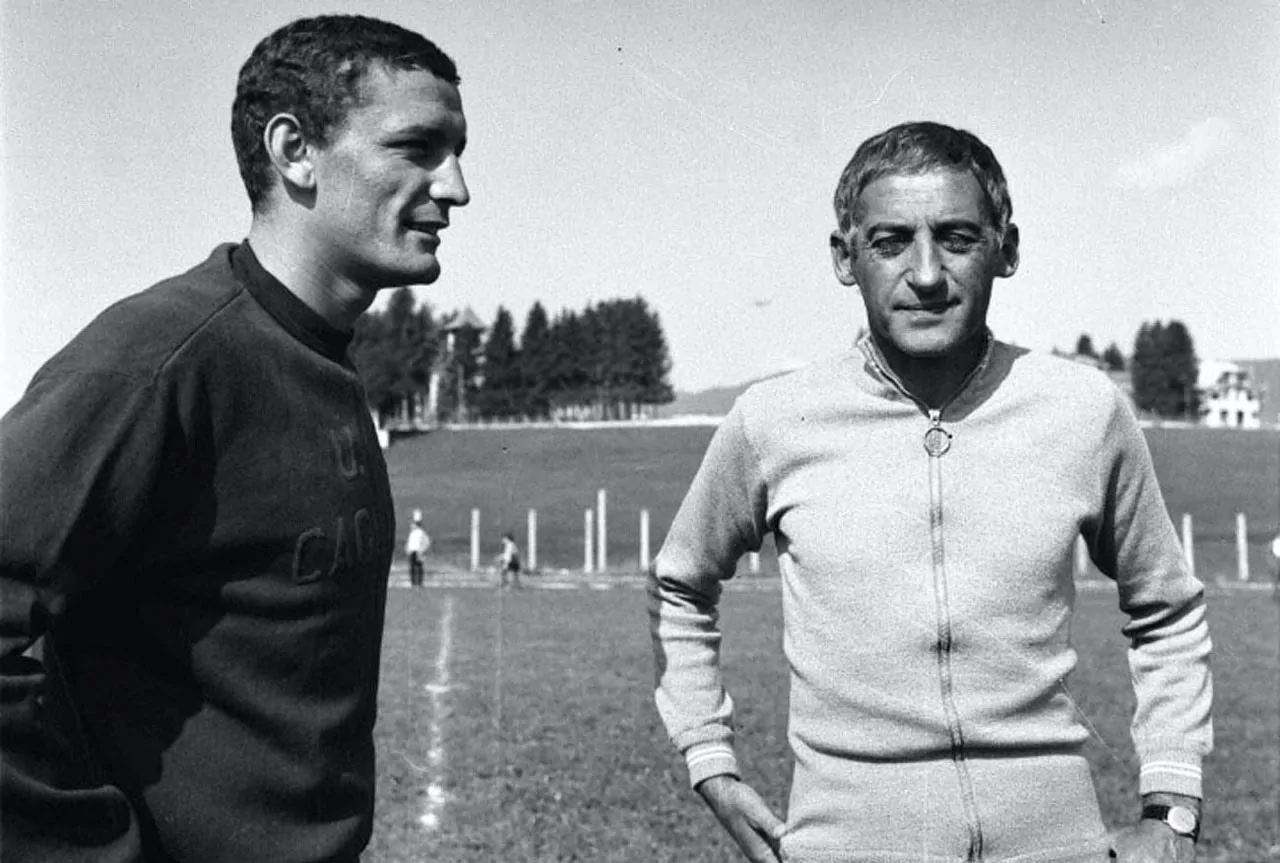
Il bomber Gigi Riva, miglior marcatore del torneo con 21 gol, e il tecnico Manlio Scopigno, due dei maggiori protagonisti nel trionfo sardo

Nel corso di dicembre il tecnico cagliaritano Manlio Scopigno fu squalificato per 5 mesi per aver insultato un guardalinee a Palermo, mentre tra le inseguitrici si aggiunse la Juventus, in ripresa dopo una partenza stentata che era costata la panchina a Luis Carniglia in favore di Ercole Rabitti; comunque i sardi, affidati all'allenatore in seconda Ugo Conti, ressero e il 28 dicembre si fregiarono del titolo simbolico di campione d'inverno con un turno di anticipo.

#### Girone di ritorno
Nelle prime sette gare di ritorno i bianconeri incamerarono 13 punti; il 15 febbraio 1970 stesero il Lanerossi Vicenza, mentre il Cagliari pagò dazio a San Siro contro l'Inter, venendo punito nel finale dall'ex Boninsegna e ritrovandosi i piemontesi a un solo punto di distacco. I rossoblù riuscirono ad aumentare il vantaggio a +2 la settimana dopo, mantenendo le distanze fino allo scontro diretto del 15 marzo al Comunale di Torino; ottenuto il 2-2 sul finire della gara, il Cagliari poté lanciare la volata finale: la settimana dopo la Juventus cadde a Firenze e mollò la presa, lasciando il secondo posto all'Inter.

Alessandro Vitali, 17 reti nel Lanerossi Vicenza

Il 12 aprile l'ormai lanciato Cagliari chiuse all'Amsicora la miglior stagione della sua storia, mandando in Serie B il Bari e festeggiando il suo primo e fin qui unico scudetto. A soli 6 anni dall'approdo in massima serie, la squadra rossoblù portò per la prima volta il titolo nel Mezzogiorno d'Italia, lontano dalle grandi città del Nord e del Centro, conquistando una vittoria ricca di significati per l'intera Sardegna; il Cagliari divenne il simbolo di un'isola distante, ritenuta «patria di pastori e banditi» – così spiegò Riva, tra i principali artefici della vittoria – e destinata a diventare in quegli anni ambita meta turistica.
Le 21 reti di Riva valsero all'attaccante il titolo di capocannoniere, davanti alla sorpresa Vitali del Lanerossi Vicenza, e la convocazione al campionato del mondo 1970 in Messico insieme ad altri 5 giocatori della squadra rossoblù: Albertosi, Cera, Domenghini, Gori e Niccolai. Le sole 11 reti subite dal Cagliari in 30 partite sono inoltre un record ancora oggi ineguagliato, come la media gol subiti a partita più bassa di sempre, pari a 0,37.
Assieme al Bari, che pure aveva disputato un buon girone di andata, caddero in B il Palermo e il Brescia; per pugliesi e lombardi la permanenza in massima serie era durata appena un anno. La Lazio e la Sampdoria riuscirono invece a salvarsi grazie a un positivo girone di ritorno. Tormentato e deludente il campionato della Roma di Helenio Herrera che, troppo sterile in fase offensiva, non andò oltre il decimo posto.

## Squadre partecipanti
| Club partecipanti | Stagione | Città    | Stadio                                                                                         | Stagione precedente           |
| ----------------- | -------- | -------- | ---------------------------------------------------------------------------------------------- | ----------------------------- |
| Bari              | dettagli | Bari     | Stadio della Vittoria Stadio San Paolo, Napoli (solo 30ª)                                      | 3º posto in Serie B, promosso |
| Bologna           | dettagli | Bologna  | Stadio Comunale                                                                                | 9º posto in Serie A           |
| Brescia           | dettagli | Brescia  | Stadio Mario Rigamonti Stadio Giuseppe Sinigaglia, Como (solo 26ª)                             | 2º posto in Serie B, promosso |
| Cagliari          | dettagli | Cagliari | Stadio Amsicora                                                                                | 2º posto in Serie A           |
| Fiorentina        | dettagli | Firenze  | Stadio Comunale Stadio Marcantonio Bentegodi, Verona (solo 7ª)                                 | 1º posto in Serie A           |
| Inter             | dettagli | Milano   | Stadio San Siro                                                                                | 4º posto in Serie A           |
| Juventus          | dettagli | Torino   | Stadio Comunale di Torino                                                                      | 5º posto in Serie A           |
| L.R. Vicenza      | dettagli | Vicenza  | Stadio Romeo Menti Stadio Mario Rigamonti, Brescia (solo 18ª)                                  | 12º posto in Serie A          |
| Lazio             | dettagli | Roma     | Stadio Olimpico                                                                                | 1º posto in Serie B, promossa |
| Milan             | dettagli | Milano   | Stadio San Siro                                                                                | 2º posto in Serie A           |
| Napoli            | dettagli | Napoli   | Stadio San Paolo                                                                               | 7º posto in Serie A           |
| Palermo           | dettagli | Palermo  | Stadio La Favorita Stadio Cibali, Catania (solo 5ª) Stadio Comunale, Reggio Calabria (solo 7ª) | 11º posto in Serie A          |
| Roma              | dettagli | Roma     | Stadio Olimpico                                                                                | 8º posto in Serie A           |
| Sampdoria         | dettagli | Genova   | Stadio Luigi Ferraris                                                                          | 12º posto in Serie A          |
| Torino            | dettagli | Torino   | Stadio Comunale di Torino                                                                      | 6º posto in Serie A           |
| Verona            | dettagli | Verona   | Stadio Marcantonio Bentegodi                                                                   | 10º posto in Serie A          |

## Allenatori e primatisti
| Squadra           | Allenatore                                         | Calciatore più presente                                 | Cannoniere                                 |
| ----------------- | -------------------------------------------------- | ------------------------------------------------------- | ------------------------------------------ |
| Bari              | Oronzo Pugliese (1ª-23ª) Carlo Matteucci (24ª-30ª) | Mario Fara, Giuseppe Spalazzi, Vittorio Spimi (30)      | Mario Fara (4)                             |
| Bologna           | Edmondo Fabbri                                     | Giuseppe Savoldi (30)                                   | Lucio Mujesan (7)                          |
| Brescia           | Arturo Silvestri (1ª-12ª) Mido Bimbi (13ª-30ª)     | Bernardino Busi (28)                                    | Giampaolo Menichelli (6)                   |
| Cagliari          | Manlio Scopigno                                    | Enrico Albertosi, Angelo Domenghini, Sergio Gori (30)   | Gigi Riva (21)                             |
| Fiorentina        | Bruno Pesaola                                      | Ugo Ferrante (30)                                       | Luciano Chiarugi (12)                      |
| Inter             | Heriberto Herrera                                  | Roberto Boninsegna (30)                                 | Roberto Boninsegna (13)                    |
| Juventus          | Luis Carniglia (1ª-6ª) Ercole Rabitti (7ª-30ª)     | Giuseppe Furino (30)                                    | Pietro Anastasi (15)                       |
| Lanerossi Vicenza | Héctor Puricelli                                   | Carlo Facchin (30)                                      | Alessandro Vitali (17)                     |
| Lazio             | Roberto Lovati e Juan Carlos Lorenzo (D.T.)        | Rino Marchesi (30)                                      | Giorgio Chinaglia (12)                     |
| Milan             | Nereo Rocco                                        | Angelo Sormani (29)                                     | Pierino Prati (12)                         |
| Napoli            | Giuseppe Chiappella                                | Dino Zoff, Mario Zurlini (30)                           | José Altafini (8)                          |
| Palermo           | Carmelo Di Bella                                   | Ivan Bertuolo (30)                                      | Sergio Pellizzaro, Gaetano Troja (6)       |
| Roma              | Helenio Herrera                                    | Alberto Ginulfi, Sergio Santarini (30)                  | Joaquín Peiró (5)                          |
| Sampdoria         | Gipo Poggi e Fulvio Bernardini (D.T.)              | Pietro Battara, Giuseppe Sabadini, Pietro Sabatini (30) | Ermanno Cristin (4)                        |
| Torino            | Giancarlo Cadè                                     | Claudio Sala (30)                                       | Giorgio Ferrini, Giambattista Moschino (4) |
| Verona            | Renato Lucchi                                      | Alberto Batistoni, Sergio Maddè (30)                    | Sergio Clerici (8)                         |

## Classifica finale
|        | Pos. | Squadra      | Pt | G  | V  | N  | P  | GF | GS | DR  |
| ------ | ---- | ------------ | -- | -- | -- | -- | -- | -- | -- | --- |
|        | 1.   | Cagliari     | 45 | 30 | 17 | 11 | 2  | 42 | 11 | +31 |
|        | 2.   | Inter        | 41 | 30 | 16 | 9  | 5  | 41 | 19 | +22 |
|        | 3.   | Juventus     | 38 | 30 | 15 | 8  | 7  | 43 | 20 | +23 |
|        | 4.   | Milan        | 36 | 30 | 13 | 10 | 7  | 38 | 24 | +14 |
|        | 4.   | Fiorentina   | 36 | 30 | 15 | 6  | 9  | 40 | 33 | +7  |
|        | 6.   | Napoli       | 31 | 30 | 10 | 11 | 9  | 24 | 21 | +3  |
|        | 7.   | Torino       | 30 | 30 | 11 | 8  | 11 | 20 | 31 | -11 |
|        | 8.   | Lazio        | 29 | 30 | 11 | 7  | 12 | 33 | 32 | +1  |
|        | 8.   | L.R. Vicenza | 29 | 30 | 11 | 7  | 12 | 32 | 31 | +1  |
| [ 13 ] | 10.  | Bologna      | 28 | 30 | 6  | 16 | 8  | 22 | 24 | -2  |
|        | 10.  | Roma         | 28 | 30 | 8  | 12 | 10 | 27 | 36 | -9  |
|        | 12.  | Verona       | 26 | 30 | 8  | 10 | 12 | 26 | 30 | -4  |
|        | 13.  | Sampdoria    | 24 | 30 | 6  | 12 | 12 | 22 | 37 | -15 |
|        | 14.  | Brescia      | 20 | 30 | 5  | 10 | 15 | 20 | 35 | -15 |
|        | 14.  | Palermo      | 20 | 30 | 5  | 10 | 15 | 23 | 45 | -22 |
|        | 16.  | Bari         | 19 | 30 | 5  | 9  | 16 | 11 | 35 | -24 |

Legenda:
      Campione d'Italia e qualificata in Coppa dei Campioni 1970-1971.
      Qualificata in Coppa delle Coppe 1970-1971.
      Ammesse alla Coppa delle Fiere 1970-1971.
      Retrocesse in Serie B 1970-1971.
Regolamento:
Due punti a vittoria, uno a pareggio, zero a sconfitta.
In caso di parità di punti era in vigore il pari merito, eccetto per i posti salvezza-retrocessione (differenza reti) nonché per l'assegnazione dello scudetto (spareggio).
Note:
Torino e Lanerossi Vicenza designate per la Coppa Mitropa 1970-1971 dalla Lega Calcio.

### Squadra campione
| Formazione tipo | Giocatori (presenze)    |
| --- | ----------------------- |
| Albertosi Niccolai Martiradonna Zignoli Domenghini Cera Nené Tomasini Riva Gori                                        | Enrico Albertosi (30)   |
| Albertosi Niccolai Martiradonna Zignoli Domenghini Cera Nené Tomasini Riva Gori                                        | Mario Martiradonna (28) |
| Albertosi Niccolai Martiradonna Zignoli Domenghini Cera Nené Tomasini Riva Gori                                        | Giulio Zignoli (24)     |
| Albertosi Niccolai Martiradonna Zignoli Domenghini Cera Nené Tomasini Riva Gori                                        | Pierluigi Cera (27)     |
| Albertosi Niccolai Martiradonna Zignoli Domenghini Cera Nené Tomasini Riva Gori                                        | Comunardo Niccolai (29) |
| Albertosi Niccolai Martiradonna Zignoli Domenghini Cera Nené Tomasini Riva Gori                                        | Giuseppe Tomasini (17)  |
| Albertosi Niccolai Martiradonna Zignoli Domenghini Cera Nené Tomasini Riva Gori                                        | Angelo Domenghini (30)  |
| Albertosi Niccolai Martiradonna Zignoli Domenghini Cera Nené Tomasini Riva Gori                                        | Nené (28)               |
| Albertosi Niccolai Martiradonna Zignoli Domenghini Cera Nené Tomasini Riva Gori                                        | Sergio Gori (30)        |
| Albertosi Niccolai Martiradonna Zignoli Domenghini Cera Nené Tomasini Riva Gori                                        | Ricciotti Greatti (27)  |
| Albertosi Niccolai Martiradonna Zignoli Domenghini Cera Nené Tomasini Riva Gori                                        | Gigi Riva (28)          |
| Altri giocatori: Mario Brugnera (19), Cesare Poli (11), Eraldo Mancin (8), Corrado Nastasio (2), Adriano Reginato (1). |                         |

## Risultati

### Tabellone
|                   | Bar  | Bol  | Bre  | Cag  | Fio  | Int  | Juv  | LRV  | Laz  | Mil  | Nap  | Pal  | Rom  | Sam  | Tor  | Ver  |
| ----------------- | ---- | ---- | ---- | ---- | ---- | ---- | ---- | ---- | ---- | ---- | ---- | ---- | ---- | ---- | ---- | ---- |
| Bari              | –––– | 0-2  | 2-0  | 0-0  | 1-1  | 0-1  | 2-1  | 0-0  | 0-0  | 0-5  | 0-0  | 1-0  | 1-0  | 0-0  | 0-1  | 0-2  |
| Bologna           | 1-1  | –––– | 0-3  | 0-0  | 2-2  | 2-1  | 0-0  | 1-1  | 1-0  | 0-1  | 1-2  | 3-1  | 1-1  | 1-1  | 0-1  | 0-0  |
| Brescia           | 0-0  | 1-1  | –––– | 0-2  | 1-2  | 1-1  | 0-1  | 1-1  | 0-0  | 1-4  | 1-2  | 4-2  | 0-1  | 0-0  | 0-1  | 0-0  |
| Cagliari          | 2-0  | 1-0  | 4-0  | –––– | 0-0  | 1-1  | 1-1  | 2-1  | 1-0  | 1-1  | 2-0  | 2-0  | 1-0  | 4-0  | 2-0  | 1-0  |
| Fiorentina        | 3-0  | 0-1  | 0-1  | 0-1  | –––– | 2-0  | 2-0  | 2-1  | 2-0  | 4-2  | 1-2  | 3-1  | 2-2  | 1-0  | 0-0  | 1-0  |
| Inter             | 1-0  | 1-0  | 3-1  | 1-0  | 3-0  | –––– | 0-0  | 0-0  | 3-0  | 0-0  | 1-0  | 2-0  | 2-0  | 3-2  | 2-0  | 0-0  |
| Juventus          | 1-0  | 1-1  | 1-0  | 2-2  | 2-0  | 2-1  | –––– | 4-0  | 2-1  | 3-0  | 0-0  | 4-1  | 1-1  | 2-0  | 1-2  | 3-0  |
| Lanerossi Vicenza | 2-0  | 1-1  | 0-1  | 1-2  | 1-2  | 1-1  | 1-0  | –––– | 2-1  | 1-0  | 3-2  | 1-1  | 3-0  | 2-1  | 1-0  | 3-0  |
| Lazio             | 4-1  | 1-0  | 1-0  | 0-2  | 5-1  | 3-1  | 2-0  | 1-0  | –––– | 1-0  | 0-2  | 4-0  | 1-1  | 1-0  | 1-1  | 0-1  |
| Milan             | 1-0  | 0-0  | 1-1  | 0-0  | 4-2  | 0-1  | 0-2  | 1-0  | 3-0  | –––– | 1-0  | 1-0  | 2-3  | 0-0  | 3-0  | 2-0  |
| Napoli            | 1-0  | 0-0  | 0-0  | 0-2  | 0-1  | 0-0  | 1-0  | 1-0  | 1-1  | 1-1  | –––– | 0-0  | 0-0  | 0-2  | 4-0  | 2-1  |
| Palermo           | 0-0  | 1-0  | 1-3  | 1-0  | 1-1  | 1-2  | 1-3  | 1-3  | 1-1  | 0-0  | 0-0  | –––– | 2-2  | 3-0  | 1-0  | 1-0  |
| Roma              | 1-0  | 1-2  | 1-0  | 1-1  | 0-1  | 2-1  | 0-3  | 1-0  | 2-1  | 0-1  | 2-1  | 1-1  | –––– | 3-3  | 0-0  | 1-1  |
| Sampdoria         | 1-0  | 0-0  | 2-0  | 0-0  | 1-3  | 0-5  | 0-0  | 0-1  | 0-2  | 1-1  | 0-0  | 1-0  | 2-0  | –––– | 1-1  | 2-1  |
| Torino            | 0-1  | 1-1  | 1-0  | 0-4  | 1-0  | 0-0  | 0-3  | 1-0  | 3-0  | 0-1  | 0-2  | 1-1  | 0-0  | 2-1  | –––– | 2-1  |
| Verona            | 4-1  | 0-0  | 0-0  | 1-1  | 0-1  | 1-3  | 1-0  | 3-1  | 1-1  | 2-2  | 1-0  | 2-0  | 2-0  | 1-1  | 0-1  | –––– |

### Calendario
| andata (1ª) | andata (1ª) | Prima giornata           | ritorno (16ª) | ritorno (16ª) |
|             |             |                          |               |               |
| 14 set.     | 1-0         | Bari-Roma                | 0-1           | 11 gen.       |
| 14 set.     | 1-4         | Brescia-Milan            | 1-1           | 11 gen.       |
| 14 set.     | 1-0         | Fiorentina-Verona        | 1-0           | 11 gen.       |
| 14 set.     | 1-0         | Inter-Bologna            | 1-2           | 11 gen.       |
| 14 set.     | 4-1         | Juventus-Palermo         | 3-1           | 11 gen.       |
| 14 set.     | 3-2         | Lanerossi Vicenza-Napoli | 0-1           | 11 gen.       |
| 14 set.     | 1-1         | Lazio-Torino             | 0-3           | 11 gen.       |
| 14 set.     | 0-0         | Sampdoria-Cagliari       | 0-4           | 11 gen.       |

| andata (3ª) | andata (3ª) | Terza giornata            | ritorno (18ª) | ritorno (18ª) |
|             |             |                           |               |               |
| 28 set.     | 0-0         | Bari-Napoli               | 0-1           | 25 gen.       |
| 28 set.     | 0-2         | Brescia-Cagliari          | 0-4           | 25 gen.       |
| 28 set.     | 1-0         | Fiorentina-Sampdoria      | 3-1           | 25 gen.       |
| 28 set.     | 2-0         | Inter-Torino              | 0-0           | 25 gen.       |
| 28 set.     | 1-1         | Juventus-Bologna          | 0-0           | 25 gen.       |
| 28 set.     | 1-0         | Lazio-Milan               | 0-3           | 25 gen.       |
| 28 set.     | 1-3         | Palermo-Lanerossi Vicenza | 1-1           | 25 gen.       |
| 28 set.     | 2-0         | Verona-Roma               | 1-1           | 25 gen.       |

| andata (5ª) | andata (5ª) | Quinta giornata        | ritorno (20ª) | ritorno (20ª) |
|             |             |                        |               |               |
| 12 ott.     | 0-0         | Bari-Lanerossi Vicenza | 0-2           | 8 feb.        |
| 12 ott.     | 0-1         | Fiorentina-Cagliari    | 0-0           | 8 feb.        |
| 12 ott.     | 3-1         | Inter-Brescia          | 1-1           | 8 feb.        |
| 12 ott.     | 1-2         | Juventus-Torino        | 3-0           | 8 feb.        |
| 12 ott.     | 1-0         | Lazio-Sampdoria        | 2-0           | 8 feb.        |
| 12 ott.     | 0-0         | Napoli-Roma            | 1-2           | 8 feb.        |
| 12 ott.     | 0-0         | Palermo-Milan          | 0-1           | 8 feb.        |
| 12 ott.     | 0-0         | Verona-Bologna         | 0-0           | 8 feb.        |

| andata (7ª) | andata (7ª) | Settima giornata         | ritorno (22ª) | ritorno (22ª) |
|             |             |                          |               |               |
| 26 ott.     | 0-0         | Bari-Sampdoria           | 0-1           | 1º mar.       |
| 26 ott.     | 0-0         | Fiorentina-Torino        | 0-1           | 1º mar.       |
| 26 ott.     | 2-1         | Juventus-Inter           | 0-0           | 1º mar.       |
| 26 ott.     | 3-0         | Lanerossi Vicenza-Verona | 1-3           | 1º mar.       |
| 10 dic.     | 0-0         | Milan-Bologna            | 1-0           | 1º mar.       |
| 26 ott.     | 0-2         | Napoli-Cagliari          | 0-2           | 1º mar.       |
| 26 ott.     | 1-3         | Palermo-Brescia          | 2-4           | 1º mar.       |
| 26 ott.     | 2-1         | Roma-Lazio               | 1-1           | 1º mar.       |

| andata (9ª) | andata (9ª) | Nona giornata           | ritorno (24ª) | ritorno (24ª) |
|             |             |                         |               |               |
| 16 nov.     | 1-1         | Brescia-Bologna         | 3-0           | 15 mar.       |
| 16 nov.     | 1-1         | Cagliari-Juventus       | 2-2           | 15 mar.       |
| 16 nov.     | 3-0         | Fiorentina-Bari         | 1-1           | 15 mar.       |
| 16 nov.     | 1-1         | Lanerossi Vicenza-Inter | 0-0           | 15 mar.       |
| 16 nov.     | 1-0         | Milan-Napoli            | 1-1           | 15 mar.       |
| 16 nov.     | 1-1         | Palermo-Lazio           | 0-4           | 15 mar.       |
| 16 nov.     | 3-3         | Roma-Sampdoria          | 0-2           | 15 mar.       |
| 16 nov.     | 2-1         | Torino-Verona           | 1-0           | 15 mar.       |

| andata (11ª) | andata (11ª) | Undicesima giornata    | ritorno (26ª) | ritorno (26ª) |
|              |              |                        |               |               |
| 7 dic.       | 1-0          | Cagliari-Bologna       | 0-0           | 29 mar.       |
| 7 dic.       | 2-0          | Fiorentina-Inter       | 0-3           | 29 mar.       |
| 7 dic.       | 3-0          | Lanerossi Vicenza-Roma | 0-1           | 28 mar.       |
| 7 dic.       | 0-2          | Lazio-Napoli           | 1-1           | 29 mar.       |
| 7 dic.       | 0-2          | Milan-Juventus         | 0-3           | 29 mar.       |
| 7 dic.       | 3-0          | Palermo-Sampdoria      | 0-1           | 29 mar.       |
| 7 dic.       | 1-0          | Torino-Brescia         | 1-0           | 29 mar.       |
| 7 dic.       | 4-1          | Verona-Bari            | 2-0           | 29 mar.       |

| andata (13ª) | andata (13ª) | Tredicesima giornata      | ritorno (28ª) | ritorno (28ª) |
|              |              |                           |               |               |
| 21 dic.      | 0-0          | Bari-Cagliari             | 0-2           | 12 apr.       |
| 21 dic.      | 0-1          | Bologna-Torino            | 1-1           | 12 apr.       |
| 21 dic.      | 2-1          | Juventus-Lazio            | 0-2           | 12 apr.       |
| 21 dic.      | 0-1          | Lanerossi Vicenza-Brescia | 1-1           | 12 apr.       |
| 21 dic.      | 4-2          | Milan-Fiorentina          | 2-4           | 12 apr.       |
| 21 dic.      | 0-0          | Napoli-Inter              | 0-1           | 12 apr.       |
| 21 dic.      | 1-1          | Roma-Palermo              | 2-2           | 12 apr.       |
| 21 dic.      | 1-1          | Verona-Sampdoria          | 1-2           | 12 apr.       |

| andata (15ª) | andata (15ª) | Quindicesima giornata   | ritorno (30ª) | ritorno (30ª) |
|              |              |                         |               |               |
| 4 gen.       | 1-1          | Bologna-Roma            | 2-1           | 26 apr.       |
| 4 gen.       | 2-0          | Cagliari-Torino         | 4-0           | 26 apr.       |
| 4 gen.       | 3-1          | Fiorentina-Palermo      | 1-1           | 26 apr.       |
| 4 gen.       | 3-2          | Inter-Sampdoria         | 5-0           | 26 apr.       |
| 4 gen.       | 1-0          | Juventus-Bari           | 1-2           | 26 apr.       |
| 4 gen.       | 1-0          | Lanerossi Vicenza-Milan | 0-1           | 26 apr.       |
| 4 gen.       | 1-0          | Lazio-Brescia           | 0-0           | 26 apr.       |
| 4 gen.       | 2-1          | Napoli-Verona           | 0-1           | 26 apr.       |

| andata (2ª) | andata (2ª) | Seconda giornata           | ritorno (17ª) | ritorno (17ª) |
|             |             |                            |               |               |
| 21 set.     | 1-0         | Bologna-Lazio              | 0-1           | 18 gen.       |
| 21 set.     | 2-1         | Cagliari-Lanerossi Vicenza | 2-1           | 18 gen.       |
| 21 set.     | 1-0         | Milan-Bari                 | 5-0           | 18 gen.       |
| 21 set.     | 0-1         | Napoli-Fiorentina          | 2-1           | 18 gen.       |
| 21 set.     | 1-2         | Palermo-Inter              | 0-2           | 18 gen.       |
| 21 set.     | 1-0         | Roma-Brescia               | 1-0           | 18 gen.       |
| 21 set.     | 2-1         | Torino-Sampdoria           | 1-1           | 18 gen.       |
| 21 set.     | 1-0         | Verona-Juventus            | 0-3           | 18 gen.       |

| andata (4ª) | andata (4ª) | Quarta giornata              | ritorno (19ª) | ritorno (19ª) |
|             |             |                              |               |               |
| 5 ott.      | 3-1         | Bologna-Palermo              | 0-1           | 1º feb.       |
| 5 ott.      | 0-0         | Brescia-Bari                 | 0-2           | 1º feb.       |
| 5 ott.      | 1-0         | Cagliari-Lazio               | 2-0           | 1º feb.       |
| 5 ott.      | 1-2         | Lanerossi Vicenza-Fiorentina | 1-2           | 1º feb.       |
| 4 ott.      | 2-0         | Milan-Verona                 | 2-2           | 1º feb.       |
| 5 ott.      | 2-1         | Roma-Inter                   | 0-2           | 1º feb.       |
| 5 ott.      | 0-0         | Sampdoria-Juventus           | 0-2           | 1º feb.       |
| 5 ott.      | 0-2         | Torino-Napoli                | 0-4           | 1º feb.       |

| andata (6ª) | andata (6ª) | Sesta giornata             | ritorno (21ª) | ritorno (21ª) |
|             |             |                            |               |               |
| 19 ott.     | 1-1         | Bologna-Bari               | 2-0           | 15 feb.       |
| 19 ott.     | 0-0         | Brescia-Verona             | 0-0           | 15 feb.       |
| 19 ott.     | 1-1         | Cagliari-Inter             | 0-1           | 15 feb.       |
| 19 ott.     | 1-0         | Lanerossi Vicenza-Juventus | 0-4           | 15 feb.       |
| 19 ott.     | 5-1         | Lazio-Fiorentina           | 0-2           | 15 feb.       |
| 16 ott.     | 2-3         | Milan-Roma                 | 1-0           | 15 feb.       |
| 19 ott.     | 0-0         | Sampdoria-Napoli           | 2-0           | 15 feb.       |
| 19 ott.     | 1-1         | Torino-Palermo             | 0-1           | 15 feb.       |

| andata (8ª) | andata (8ª) | Ottava giornata         | ritorno (23ª) | ritorno (23ª) |
|             |             |                         |               |               |
| 9 nov.      | 2-2         | Bologna-Fiorentina      | 1-0           | 8 mar.        |
| 9 nov.      | 1-0         | Cagliari-Roma           | 1-1           | 8 mar.        |
| 9 nov.      | 0-0         | Inter-Milan             | 1-0           | 8 mar.        |
| 9 nov.      | 1-0         | Lazio-Lanerossi Vicenza | 1-2           | 8 mar.        |
| 9 nov.      | 1-0         | Napoli-Juventus         | 0-0           | 8 mar.        |
| 9 nov.      | 2-0         | Sampdoria-Brescia       | 0-0           | 8 mar.        |
| 9 nov.      | 0-1         | Torino-Bari             | 1-0           | 8 mar.        |
| 9 nov.      | 2-0         | Verona-Palermo          | 0-1           | 8 mar.        |

| andata (10ª) | andata (10ª) | Decima giornata           | ritorno (25ª) | ritorno (25ª) |
|              |              |                           |               |               |
| 30 nov.      | 1-0          | Bari-Palermo              | 0-0           | 22 mar.       |
| 30 nov.      | 1-1          | Bologna-Lanerossi Vicenza | 1-1           | 22 mar.       |
| 30 nov.      | 3-0          | Inter-Lazio               | 1-3           | 22 mar.       |
| 30 nov.      | 2-0          | Juventus-Fiorentina       | 0-2           | 22 mar.       |
| 30 nov.      | 0-0          | Napoli-Brescia            | 2-1           | 22 mar.       |
| 30 nov.      | 0-0          | Roma-Torino               | 0-0           | 22 mar.       |
| 30 nov.      | 1-1          | Sampdoria-Milan           | 0-0           | 22 mar.       |
| 30 nov.      | 1-1          | Verona-Cagliari           | 0-1           | 22 mar.       |

| andata (12ª) | andata (12ª) | Dodicesima giornata         | ritorno (27ª) | ritorno (27ª) |
|              |              |                             |               |               |
| 14 dic.      | 1-2          | Bologna-Napoli              | 0-0           | 5 apr.        |
| 14 dic.      | 0-1          | Brescia-Juventus            | 0-1           | 5 apr.        |
| 14 dic.      | 2-2          | Fiorentina-Roma             | 1-0           | 5 apr.        |
| 15 dic.      | 1-0          | Inter-Bari                  | 1-0           | 5 apr.        |
| 14 dic.      | 0-1          | Lazio-Verona                | 1-1           | 5 apr.        |
| 14 dic.      | 1-0          | Palermo-Cagliari            | 0-2           | 5 apr.        |
| 14 dic.      | 0-1          | Sampdoria-Lanerossi Vicenza | 1-2           | 5 apr.        |
| 14 dic.      | 0-1          | Torino-Milan                | 0-3           | 5 apr.        |

| andata (14ª) | andata (14ª) | Quattordicesima giornata | ritorno (29ª) | ritorno (29ª) |
|              |              |                          |               |               |
| 28 dic.      | 0-0          | Bari-Lazio               | 1-4           | 19 apr.       |
| 28 dic.      | 1-2          | Brescia-Fiorentina       | 1-0           | 19 apr.       |
| 28 dic.      | 1-1          | Cagliari-Milan           | 0-0           | 19 apr.       |
| 28 dic.      | 0-0          | Inter-Verona             | 3-1           | 19 apr.       |
| 28 dic.      | 0-0          | Palermo-Napoli           | 0-0           | 19 apr.       |
| 28 dic.      | 0-3          | Roma-Juventus            | 1-1           | 18 apr.       |
| 28 dic.      | 0-0          | Sampdoria-Bologna        | 1-1           | 19 apr.       |
| 28 dic.      | 1-0          | Torino-Lanerossi Vicenza | 0-1           | 19 apr.       |

| andata (1ª) | andata (1ª) | Prima giornata           | ritorno (16ª) | ritorno (16ª) |
|             |             |                          |               |               |
| 14 set.     | 1-0         | Bari-Roma                | 0-1           | 11 gen.       |
| 14 set.     | 1-4         | Brescia-Milan            | 1-1           | 11 gen.       |
| 14 set.     | 1-0         | Fiorentina-Verona        | 1-0           | 11 gen.       |
| 14 set.     | 1-0         | Inter-Bologna            | 1-2           | 11 gen.       |
| 14 set.     | 4-1         | Juventus-Palermo         | 3-1           | 11 gen.       |
| 14 set.     | 3-2         | Lanerossi Vicenza-Napoli | 0-1           | 11 gen.       |
| 14 set.     | 1-1         | Lazio-Torino             | 0-3           | 11 gen.       |
| 14 set.     | 0-0         | Sampdoria-Cagliari       | 0-4           | 11 gen.       |

| andata (3ª) | andata (3ª) | Terza giornata            | ritorno (18ª) | ritorno (18ª) |
|             |             |                           |               |               |
| 28 set.     | 0-0         | Bari-Napoli               | 0-1           | 25 gen.       |
| 28 set.     | 0-2         | Brescia-Cagliari          | 0-4           | 25 gen.       |
| 28 set.     | 1-0         | Fiorentina-Sampdoria      | 3-1           | 25 gen.       |
| 28 set.     | 2-0         | Inter-Torino              | 0-0           | 25 gen.       |
| 28 set.     | 1-1         | Juventus-Bologna          | 0-0           | 25 gen.       |
| 28 set.     | 1-0         | Lazio-Milan               | 0-3           | 25 gen.       |
| 28 set.     | 1-3         | Palermo-Lanerossi Vicenza | 1-1           | 25 gen.       |
| 28 set.     | 2-0         | Verona-Roma               | 1-1           | 25 gen.       |

| andata (5ª) | andata (5ª) | Quinta giornata        | ritorno (20ª) | ritorno (20ª) |
|             |             |                        |               |               |
| 12 ott.     | 0-0         | Bari-Lanerossi Vicenza | 0-2           | 8 feb.        |
| 12 ott.     | 0-1         | Fiorentina-Cagliari    | 0-0           | 8 feb.        |
| 12 ott.     | 3-1         | Inter-Brescia          | 1-1           | 8 feb.        |
| 12 ott.     | 1-2         | Juventus-Torino        | 3-0           | 8 feb.        |
| 12 ott.     | 1-0         | Lazio-Sampdoria        | 2-0           | 8 feb.        |
| 12 ott.     | 0-0         | Napoli-Roma            | 1-2           | 8 feb.        |
| 12 ott.     | 0-0         | Palermo-Milan          | 0-1           | 8 feb.        |
| 12 ott.     | 0-0         | Verona-Bologna         | 0-0           | 8 feb.        |

| andata (7ª) | andata (7ª) | Settima giornata         | ritorno (22ª) | ritorno (22ª) |
|             |             |                          |               |               |
| 26 ott.     | 0-0         | Bari-Sampdoria           | 0-1           | 1º mar.       |
| 26 ott.     | 0-0         | Fiorentina-Torino        | 0-1           | 1º mar.       |
| 26 ott.     | 2-1         | Juventus-Inter           | 0-0           | 1º mar.       |
| 26 ott.     | 3-0         | Lanerossi Vicenza-Verona | 1-3           | 1º mar.       |
| 10 dic.     | 0-0         | Milan-Bologna            | 1-0           | 1º mar.       |
| 26 ott.     | 0-2         | Napoli-Cagliari          | 0-2           | 1º mar.       |
| 26 ott.     | 1-3         | Palermo-Brescia          | 2-4           | 1º mar.       |
| 26 ott.     | 2-1         | Roma-Lazio               | 1-1           | 1º mar.       |

| andata (9ª) | andata (9ª) | Nona giornata           | ritorno (24ª) | ritorno (24ª) |
|             |             |                         |               |               |
| 16 nov.     | 1-1         | Brescia-Bologna         | 3-0           | 15 mar.       |
| 16 nov.     | 1-1         | Cagliari-Juventus       | 2-2           | 15 mar.       |
| 16 nov.     | 3-0         | Fiorentina-Bari         | 1-1           | 15 mar.       |
| 16 nov.     | 1-1         | Lanerossi Vicenza-Inter | 0-0           | 15 mar.       |
| 16 nov.     | 1-0         | Milan-Napoli            | 1-1           | 15 mar.       |
| 16 nov.     | 1-1         | Palermo-Lazio           | 0-4           | 15 mar.       |
| 16 nov.     | 3-3         | Roma-Sampdoria          | 0-2           | 15 mar.       |
| 16 nov.     | 2-1         | Torino-Verona           | 1-0           | 15 mar.       |

| andata (11ª) | andata (11ª) | Undicesima giornata    | ritorno (26ª) | ritorno (26ª) |
|              |              |                        |               |               |
| 7 dic.       | 1-0          | Cagliari-Bologna       | 0-0           | 29 mar.       |
| 7 dic.       | 2-0          | Fiorentina-Inter       | 0-3           | 29 mar.       |
| 7 dic.       | 3-0          | Lanerossi Vicenza-Roma | 0-1           | 28 mar.       |
| 7 dic.       | 0-2          | Lazio-Napoli           | 1-1           | 29 mar.       |
| 7 dic.       | 0-2          | Milan-Juventus         | 0-3           | 29 mar.       |
| 7 dic.       | 3-0          | Palermo-Sampdoria      | 0-1           | 29 mar.       |
| 7 dic.       | 1-0          | Torino-Brescia         | 1-0           | 29 mar.       |
| 7 dic.       | 4-1          | Verona-Bari            | 2-0           | 29 mar.       |

| andata (13ª) | andata (13ª) | Tredicesima giornata      | ritorno (28ª) | ritorno (28ª) |
|              |              |                           |               |               |
| 21 dic.      | 0-0          | Bari-Cagliari             | 0-2           | 12 apr.       |
| 21 dic.      | 0-1          | Bologna-Torino            | 1-1           | 12 apr.       |
| 21 dic.      | 2-1          | Juventus-Lazio            | 0-2           | 12 apr.       |
| 21 dic.      | 0-1          | Lanerossi Vicenza-Brescia | 1-1           | 12 apr.       |
| 21 dic.      | 4-2          | Milan-Fiorentina          | 2-4           | 12 apr.       |
| 21 dic.      | 0-0          | Napoli-Inter              | 0-1           | 12 apr.       |
| 21 dic.      | 1-1          | Roma-Palermo              | 2-2           | 12 apr.       |
| 21 dic.      | 1-1          | Verona-Sampdoria          | 1-2           | 12 apr.       |

| andata (15ª) | andata (15ª) | Quindicesima giornata   | ritorno (30ª) | ritorno (30ª) |
|              |              |                         |               |               |
| 4 gen.       | 1-1          | Bologna-Roma            | 2-1           | 26 apr.       |
| 4 gen.       | 2-0          | Cagliari-Torino         | 4-0           | 26 apr.       |
| 4 gen.       | 3-1          | Fiorentina-Palermo      | 1-1           | 26 apr.       |
| 4 gen.       | 3-2          | Inter-Sampdoria         | 5-0           | 26 apr.       |
| 4 gen.       | 1-0          | Juventus-Bari           | 1-2           | 26 apr.       |
| 4 gen.       | 1-0          | Lanerossi Vicenza-Milan | 0-1           | 26 apr.       |
| 4 gen.       | 1-0          | Lazio-Brescia           | 0-0           | 26 apr.       |
| 4 gen.       | 2-1          | Napoli-Verona           | 0-1           | 26 apr.       |

| andata (2ª) | andata (2ª) | Seconda giornata           | ritorno (17ª) | ritorno (17ª) |
|             |             |                            |               |               |
| 21 set.     | 1-0         | Bologna-Lazio              | 0-1           | 18 gen.       |
| 21 set.     | 2-1         | Cagliari-Lanerossi Vicenza | 2-1           | 18 gen.       |
| 21 set.     | 1-0         | Milan-Bari                 | 5-0           | 18 gen.       |
| 21 set.     | 0-1         | Napoli-Fiorentina          | 2-1           | 18 gen.       |
| 21 set.     | 1-2         | Palermo-Inter              | 0-2           | 18 gen.       |
| 21 set.     | 1-0         | Roma-Brescia               | 1-0           | 18 gen.       |
| 21 set.     | 2-1         | Torino-Sampdoria           | 1-1           | 18 gen.       |
| 21 set.     | 1-0         | Verona-Juventus            | 0-3           | 18 gen.       |

| andata (4ª) | andata (4ª) | Quarta giornata              | ritorno (19ª) | ritorno (19ª) |
|             |             |                              |               |               |
| 5 ott.      | 3-1         | Bologna-Palermo              | 0-1           | 1º feb.       |
| 5 ott.      | 0-0         | Brescia-Bari                 | 0-2           | 1º feb.       |
| 5 ott.      | 1-0         | Cagliari-Lazio               | 2-0           | 1º feb.       |
| 5 ott.      | 1-2         | Lanerossi Vicenza-Fiorentina | 1-2           | 1º feb.       |
| 4 ott.      | 2-0         | Milan-Verona                 | 2-2           | 1º feb.       |
| 5 ott.      | 2-1         | Roma-Inter                   | 0-2           | 1º feb.       |
| 5 ott.      | 0-0         | Sampdoria-Juventus           | 0-2           | 1º feb.       |
| 5 ott.      | 0-2         | Torino-Napoli                | 0-4           | 1º feb.       |

| andata (6ª) | andata (6ª) | Sesta giornata             | ritorno (21ª) | ritorno (21ª) |
|             |             |                            |               |               |
| 19 ott.     | 1-1         | Bologna-Bari               | 2-0           | 15 feb.       |
| 19 ott.     | 0-0         | Brescia-Verona             | 0-0           | 15 feb.       |
| 19 ott.     | 1-1         | Cagliari-Inter             | 0-1           | 15 feb.       |
| 19 ott.     | 1-0         | Lanerossi Vicenza-Juventus | 0-4           | 15 feb.       |
| 19 ott.     | 5-1         | Lazio-Fiorentina           | 0-2           | 15 feb.       |
| 16 ott.     | 2-3         | Milan-Roma                 | 1-0           | 15 feb.       |
| 19 ott.     | 0-0         | Sampdoria-Napoli           | 2-0           | 15 feb.       |
| 19 ott.     | 1-1         | Torino-Palermo             | 0-1           | 15 feb.       |

| andata (8ª) | andata (8ª) | Ottava giornata         | ritorno (23ª) | ritorno (23ª) |
|             |             |                         |               |               |
| 9 nov.      | 2-2         | Bologna-Fiorentina      | 1-0           | 8 mar.        |
| 9 nov.      | 1-0         | Cagliari-Roma           | 1-1           | 8 mar.        |
| 9 nov.      | 0-0         | Inter-Milan             | 1-0           | 8 mar.        |
| 9 nov.      | 1-0         | Lazio-Lanerossi Vicenza | 1-2           | 8 mar.        |
| 9 nov.      | 1-0         | Napoli-Juventus         | 0-0           | 8 mar.        |
| 9 nov.      | 2-0         | Sampdoria-Brescia       | 0-0           | 8 mar.        |
| 9 nov.      | 0-1         | Torino-Bari             | 1-0           | 8 mar.        |
| 9 nov.      | 2-0         | Verona-Palermo          | 0-1           | 8 mar.        |

| andata (10ª) | andata (10ª) | Decima giornata           | ritorno (25ª) | ritorno (25ª) |
|              |              |                           |               |               |
| 30 nov.      | 1-0          | Bari-Palermo              | 0-0           | 22 mar.       |
| 30 nov.      | 1-1          | Bologna-Lanerossi Vicenza | 1-1           | 22 mar.       |
| 30 nov.      | 3-0          | Inter-Lazio               | 1-3           | 22 mar.       |
| 30 nov.      | 2-0          | Juventus-Fiorentina       | 0-2           | 22 mar.       |
| 30 nov.      | 0-0          | Napoli-Brescia            | 2-1           | 22 mar.       |
| 30 nov.      | 0-0          | Roma-Torino               | 0-0           | 22 mar.       |
| 30 nov.      | 1-1          | Sampdoria-Milan           | 0-0           | 22 mar.       |
| 30 nov.      | 1-1          | Verona-Cagliari           | 0-1           | 22 mar.       |

| andata (12ª) | andata (12ª) | Dodicesima giornata         | ritorno (27ª) | ritorno (27ª) |
|              |              |                             |               |               |
| 14 dic.      | 1-2          | Bologna-Napoli              | 0-0           | 5 apr.        |
| 14 dic.      | 0-1          | Brescia-Juventus            | 0-1           | 5 apr.        |
| 14 dic.      | 2-2          | Fiorentina-Roma             | 1-0           | 5 apr.        |
| 15 dic.      | 1-0          | Inter-Bari                  | 1-0           | 5 apr.        |
| 14 dic.      | 0-1          | Lazio-Verona                | 1-1           | 5 apr.        |
| 14 dic.      | 1-0          | Palermo-Cagliari            | 0-2           | 5 apr.        |
| 14 dic.      | 0-1          | Sampdoria-Lanerossi Vicenza | 1-2           | 5 apr.        |
| 14 dic.      | 0-1          | Torino-Milan                | 0-3           | 5 apr.        |

| andata (14ª) | andata (14ª) | Quattordicesima giornata | ritorno (29ª) | ritorno (29ª) |
|              |              |                          |               |               |
| 28 dic.      | 0-0          | Bari-Lazio               | 1-4           | 19 apr.       |
| 28 dic.      | 1-2          | Brescia-Fiorentina       | 1-0           | 19 apr.       |
| 28 dic.      | 1-1          | Cagliari-Milan           | 0-0           | 19 apr.       |
| 28 dic.      | 0-0          | Inter-Verona             | 3-1           | 19 apr.       |
| 28 dic.      | 0-0          | Palermo-Napoli           | 0-0           | 19 apr.       |
| 28 dic.      | 0-3          | Roma-Juventus            | 1-1           | 18 apr.       |
| 28 dic.      | 0-0          | Sampdoria-Bologna        | 1-1           | 19 apr.       |
| 28 dic.      | 1-0          | Torino-Lanerossi Vicenza | 0-1           | 19 apr.       |

## Statistiche

### Squadra

#### Capoliste solitarie
|    | —— | —— | ——  | ——       | ——       | ——       | ——       | ——       | ——       | ——       | ——       | ——       | ——       | ——       | ——       | ——       | ——       | ——       | ——       | ——       | ——       | ——       | ——       | ——       | ——       | ——       | ——       | ——       | ——       | —— |  |
|    |    |    | Fio | Cagliari | Cagliari | Cagliari | Cagliari | Cagliari | Cagliari | Cagliari | Cagliari | Cagliari | Cagliari | Cagliari | Cagliari | Cagliari | Cagliari | Cagliari | Cagliari | Cagliari | Cagliari | Cagliari | Cagliari | Cagliari | Cagliari | Cagliari | Cagliari | Cagliari | Cagliari |    |  |
|    |    |    |     |          |          |          |          |          |          |          |          |          |          |          |          |          |          |          |          |          |          |          |          |          |          |          |          |          |          |    |  |
|    |    |    |     |          |          |          |          |          |          |          |          |          |          |          |          |          |          |          |          |          |          |          |          |          |          |          |          |          |          |    |  |
| 1ª | 2ª | 3ª | 4ª  | 5ª       | 6ª       | 7ª       | 8ª       | 9ª       | 10ª      | 11ª      | 12ª      | 13ª      | 14ª      | 15ª      | 16ª      | 17ª      | 18ª      | 19ª      | 20ª      | 21ª      | 22ª      | 23ª      | 24ª      | 25ª      | 26ª      | 27ª      | 28ª      | 29ª      | 30ª      |    |  |

#### Classifica in divenire
|                   | 1ª | 2ª | 3ª | 4ª | 5ª | 6ª | 7ª | 8ª | 9ª | 10ª | 11ª | 12ª | 13ª | 14ª | 15ª | 16ª | 17ª | 18ª | 19ª | 20ª | 21ª | 22ª | 23ª | 24ª | 25ª | 26ª | 27ª | 28ª | 29ª | 30ª |
|                   |    |    |    |    |    |    |    |    |    |     |     |     |     |     |     |     |     |     |     |     |     |     |     |     |     |     |     |     |     |     |
| ----------------- | -- | -- | -- | -- | -- | -- | -- | -- | -- | --- | --- | --- | --- | --- | --- | --- | --- | --- | --- | --- | --- | --- | --- | --- | --- | --- | --- | --- | --- | --- |
| Bari              | 2  | 2  | 3  | 4  | 5  | 6  | 7  | 9  | 9  | 11  | 11  | 11  | 12  | 13  | 13  | 13  | 13  | 13  | 15  | 15  | 15  | 15  | 15  | 16  | 17  | 17  | 17  | 17  | 17  | 19  |
| Bologna           | 0  | 2  | 3  | 5  | 6  | 7  | 8  | 9  | 10 | 11  | 11  | 11  | 11  | 12  | 13  | 15  | 15  | 16  | 16  | 17  | 19  | 19  | 21  | 21  | 22  | 23  | 24  | 25  | 26  | 28  |
| Brescia           | 0  | 0  | 0  | 1  | 1  | 2  | 4  | 4  | 5  | 6   | 6   | 6   | 8   | 8   | 8   | 9   | 9   | 9   | 9   | 10  | 11  | 13  | 14  | 16  | 16  | 16  | 16  | 17  | 19  | 20  |
| Cagliari          | 1  | 3  | 5  | 7  | 9  | 10 | 12 | 14 | 15 | 16  | 18  | 18  | 19  | 20  | 22  | 24  | 26  | 28  | 30  | 31  | 31  | 33  | 34  | 35  | 37  | 38  | 40  | 42  | 43  | 45  |
| Fiorentina        | 2  | 4  | 6  | 8  | 8  | 8  | 9  | 10 | 12 | 12  | 14  | 15  | 15  | 17  | 19  | 21  | 21  | 23  | 25  | 26  | 28  | 28  | 28  | 29  | 31  | 31  | 33  | 35  | 35  | 36  |
| Inter             | 2  | 4  | 6  | 6  | 8  | 9  | 9  | 10 | 11 | 13  | 13  | 15  | 16  | 17  | 19  | 19  | 21  | 22  | 24  | 25  | 27  | 28  | 30  | 31  | 31  | 33  | 35  | 37  | 39  | 41  |
| Juventus          | 2  | 2  | 3  | 4  | 4  | 4  | 6  | 6  | 7  | 9   | 11  | 13  | 15  | 17  | 19  | 21  | 23  | 24  | 26  | 28  | 30  | 31  | 32  | 33  | 33  | 35  | 37  | 37  | 38  | 38  |
| Lanerossi Vicenza | 2  | 2  | 4  | 4  | 5  | 7  | 9  | 9  | 10 | 11  | 13  | 15  | 15  | 15  | 17  | 17  | 17  | 18  | 18  | 20  | 20  | 20  | 22  | 23  | 24  | 24  | 26  | 27  | 29  | 29  |
| Lazio             | 1  | 1  | 3  | 3  | 5  | 7  | 7  | 9  | 10 | 10  | 10  | 10  | 10  | 11  | 13  | 13  | 15  | 15  | 15  | 17  | 17  | 18  | 18  | 20  | 22  | 23  | 24  | 26  | 28  | 29  |
| Milan             | 2  | 4  | 4  | 6  | 7  | 7  | 8  | 9  | 11 | 12  | 12  | 14  | 16  | 17  | 17  | 18  | 20  | 22  | 23  | 25  | 27  | 29  | 29  | 30  | 31  | 31  | 33  | 33  | 34  | 36  |
| Napoli            | 0  | 0  | 1  | 3  | 4  | 5  | 5  | 7  | 7  | 8   | 10  | 12  | 13  | 14  | 16  | 18  | 20  | 22  | 24  | 24  | 24  | 24  | 25  | 26  | 28  | 29  | 30  | 30  | 31  | 31  |
| Palermo           | 0  | 0  | 0  | 0  | 1  | 2  | 2  | 2  | 3  | 3   | 5   | 7   | 8   | 9   | 9   | 9   | 9   | 10  | 12  | 12  | 14  | 14  | 16  | 16  | 17  | 17  | 17  | 18  | 19  | 20  |
| Roma              | 0  | 2  | 2  | 4  | 5  | 7  | 9  | 9  | 10 | 11  | 11  | 12  | 13  | 13  | 14  | 16  | 18  | 19  | 19  | 21  | 21  | 22  | 23  | 23  | 24  | 26  | 26  | 27  | 28  | 28  |
| Sampdoria         | 1  | 1  | 1  | 2  | 2  | 3  | 4  | 6  | 7  | 8   | 8   | 8   | 9   | 10  | 10  | 10  | 11  | 11  | 11  | 11  | 13  | 15  | 16  | 18  | 19  | 21  | 21  | 23  | 24  | 24  |
| Torino            | 1  | 3  | 3  | 3  | 5  | 6  | 7  | 7  | 9  | 10  | 12  | 12  | 14  | 16  | 16  | 18  | 19  | 20  | 20  | 20  | 20  | 22  | 24  | 26  | 27  | 29  | 29  | 30  | 30  | 30  |
| Verona            | 0  | 2  | 4  | 4  | 5  | 6  | 6  | 8  | 8  | 9   | 11  | 13  | 14  | 15  | 15  | 15  | 15  | 16  | 17  | 18  | 19  | 21  | 21  | 21  | 21  | 23  | 24  | 24  | 24  | 26  |

#### Classifiche di rendimento

##### Rendimento andata-ritorno
| Andata            | Andata | Ritorno           | Ritorno |
|                   |        |                   |         |
| Cagliari          | 22     | Cagliari          | 23      |
| Fiorentina        | 19     | Inter             | 22      |
| Inter             | 19     | Juventus          | 19      |
| Juventus          | 19     | Milan             | 19      |
| Lanerossi Vicenza | 17     | Fiorentina        | 17      |
| Milan             | 17     | Lazio             | 16      |
| Napoli            | 16     | Bologna           | 15      |
| Torino            | 16     | Napoli            | 15      |
| Verona            | 15     | Roma              | 14      |
| Roma              | 14     | Sampdoria         | 14      |
| Bari              | 13     | Torino            | 14      |
| Bologna           | 13     | Brescia           | 12      |
| Lazio             | 13     | Lanerossi Vicenza | 12      |
| Sampdoria         | 10     | Palermo           | 11      |
| Palermo           | 9      | Verona            | 11      |
| Brescia           | 8      | Bari              | 6       |

#### Rendimento casa-trasferta
| In casa           | In casa | In trasferta      | In trasferta |
|                   |         |                   |              |
| Cagliari          | 26      | Cagliari          | 19           |
| Inter             | 26      | Fiorentina        | 16           |
| Juventus          | 24      | Milan             | 16           |
| Lazio             | 22      | Inter             | 15           |
| Lanerossi Vicenza | 21      | Bologna           | 14           |
| Fiorentina        | 20      | Juventus          | 14           |
| Milan             | 20      | Napoli            | 14           |
| Verona            | 18      | Torino            | 14           |
| Napoli            | 17      | Brescia           | 11           |
| Roma              | 17      | Roma              | 11           |
| Palermo           | 16      | Lanerossi Vicenza | 8            |
| Sampdoria         | 16      | Sampdoria         | 8            |
| Torino            | 16      | Verona            | 8            |
| Bari              | 14      | Lazio             | 7            |
| Bologna           | 14      | Bari              | 5            |
| Brescia           | 9       | Palermo           | 4            |

#### Primati stagionali
- Maggior numero di vittorie: Cagliari (17)
- Minor numero di sconfitte: Cagliari (2)
- Miglior attacco: Juventus reti fatte 43
- Miglior difesa: Cagliari reti subite 11
- Miglior differenza reti: Cagliari (+31)
- Maggior numero di pareggi: Bologna (16)
- Minor numero di pareggi: Fiorentina (6)
- Minor numero di vittorie: Bari, Brescia e Palermo (5)
- Maggior numero di sconfitte: Bari (16)
- Peggiore attacco: Bari reti fatte 11
- Peggior difesa: Palermo, reti subite 45
- Peggior differenza reti: Bari (-24)

### Individuali

#### Classifica marcatori
Nel corso del campionato furono segnati complessivamente 464 gol (di cui 18 su autorete, 49 su calcio di rigore e 2 assegnati per giudizio sportivo) da 132 diversi giocatori, per una media di 1,93 gol a partita. L'unica gara per la quale il risultato fu deciso a tavolino fu Bari-Verona (invasione del terreno di gioco, 1-1 sul campo). Da segnalare due quadriplette realizzate durante il campionato: una da Gianni Rivera in Brescia-Milan 1-4 della 1ª giornata e una da Pierino Prati in Bari-Milan 0-5 della 17ª giornata.
Di seguito, la classifica dei marcatori.
| Gol | Rigori |  | Giocatore          | Squadra           |
| --- | ------ |  | ------------------ | ----------------- |
| 21  | 4      |  | Gigi Riva          | Cagliari          |
| 17  | 6      |  | Alessandro Vitali  | Lanerossi Vicenza |
| 15  | 2      |  | Pietro Anastasi    | Juventus          |
| 13  | 2      |  | Roberto Boninsegna | Inter             |
| 12  |        |  | Luciano Chiarugi   | Fiorentina        |
| 12  | 2      |  | Giorgio Chinaglia  | Lazio             |
| 12  | 2      |  | Pierino Prati      | Milan             |
| 9   | 6      |  | Mario Bertini      | Inter             |
| 8   | 1      |  | José Altafini      | Napoli            |
| 8   |        |  | Sergio Clerici     | Verona            |
| 8   |        |  | Angelo Domenghini  | Cagliari          |
| 8   | 3      |  | Gianni Rivera      | Milan             |
| 7   |        |  | Lucio Mujesan      | Bologna           |

### Arbitri
Di seguito è indicata, in ordine alfabetico, la lista dei 37 arbitri che presero parte alla Seria 1969-1970. Tra parentesi è riportato il numero di incontri diretti.
- Aurelio Angonese (11)
- Giuliano Acernese (9)
- Enzo Barbaresco (7)
- Mario Bernardis (9)
- Piero Bianchi (1)
- Umberto Branzoni (5)
- Francesco Calì (1)
- Mario Campanini (1)
- Carlo Cantelli (1)
- Ettore Carminati (11)
- Alessandro D'Agostini (10)
- Bruno De Marchi (9)
- Francesco De Robbio (6)
- Antonio Di Tonno (6)
- Francesco Francescon (10)
- Pasquale Gialluisi (2)
- Luciano Giunti (7)
- Sergio Gonella (12)
- Cesare Gussoni (7)

- Riccardo Lattanzi (6)
- Concetto Lo Bello (12)
- Gaetano Mascali (4)
- Alberto Michelotti (6)
- Fabio Monti (11)
- Ezio Motta (8)
- Francesco Panzino (4)
- Alberto Picasso (9)
- Fulvio Pieroni (7)
- Vito Porcelli (1)
- Rino Possagno (1)
- Antonio Sbardella (12)
- Domenico Serafino (4)
- Renzo Torelli (10)
- Paolo Toselli (8)
- Cesare Trinchieri (1)
- Antonio Trono (2)
- Gaetano Vacchin(3)

### Media spettatori
Media spettatori della Serie A 1969-70: 30 134.
| Club       | Pos. | Media  |
| ---------- | ---- | ------ |
| Napoli     | 1    | 55.025 |
| Roma       | 2    | 50.625 |
| Milan      | 3    | 43.674 |
| Inter      | 4    | 41.867 |
| Juventus   | 5    | 37.366 |
| Lazio      | 6    | 34.883 |
| Fiorentina | 7    | 34.549 |
| Cagliari   | 8    | 25.051 |
| Bari       | 9    | 24.630 |
| Torino     | 10   | 23.813 |
| Bologna    | 11   | 23.297 |
| Verona     | 12   | 22.448 |
| Sampdoria  | 13   | 18.029 |
| Vicenza    | 14   | 15.975 |
| Brescia    | 15   | 15.512 |
| Palermo    | 16   | 15.393 |